# كتاب اللامات
كتاب اللامات هو كتاب في النحو، صنفه أبو القاسم عبد الرحمن بن إسحاق الزجاجي المتوفى سنة 339، وقد بيّن فيه أنواع اللَّامات ومواقعها في كلام العرب والقرآن الكريم، كما عمل على توضيح معانيها وبيان تصرفها، وأورد الأدلة على ذلك، كما تطرق لاختلافات العلماء في بعضها، وقد صنفها وذكر منها واحدا وثلاثين نوعا وأفرد لكل نوع بابًا. وقد قال الزجاجي في مقدمته: «هذا كتاب مختصر في ذكر اللامات ومواقعها في كلام العرب وكتاب الله عز وجل ومعانيها وتصرفها والاحتجاج لكل موقع من مواقعها وما بين العلماء في بعضها من الخلاف وبالله التوفيق»

## منهج الزجاجي في كتابه
أعلن الزجاجي في مقدمة كتابه أن اللامات واحد وثلاثون لاما، لكنه في موضع آخر من كتابه يرجعها كلها، رغم اختلاف مواقعها وتباين تصرفها إلى عشر لامات ويعتبرها الأصول لكل اللامات. ليذهب إلى أبعد من ذلك ويقر بأن اللامات ترجع إلى أصلين إما لام أصلية أو زائدة، لكنه لا يخفي صعوبة دراستها وتمحيصها في حال اعتماد هذا التصنيف الضيق.

## الطبعات
قامت بطبعه دار صادر، بيروت. بعنوان: كتاب اللامات، وقام بتحقيقه: مازن المبارك كما أن دار الفكر قامت بطبعه هي الأخرى بنفس العنوان ونفس المحقق.

## كتب في اللامات
صنف ثلة من العلماء كتبا اعتنت بدراسة اللامات، ومن هؤلاء علي بن محمد الهروي وأبو الحسين أحمد بن فارس  ومحمد بن القاسم الأنباري والحسن بن سعيد المطوعي كما أن ابن النديم قد ذكر في الفهرست جملة ممن ألفوا في اللامات ومنهم داود بن أبي طيبة ومحمد بن سعيد والأخفش سعيد. وذكر ياقوت الحموي كتابا لابن كيسان، كما أن هناك رسالة في اللامات منسوبة لأبي جعفر النحاس تم نشرها في مجلة المورد العراقية.